# Ketil Stokkan
Ketil Stokkan, född 29 april 1956 i Harstad, är en norsk popartist. Under 1970- och tidigt 1980-tal sjöng han i popgruppen Zoo. Gruppen återförenades i början av 2000-talet för skivan Evig ung. I dag arbetar Stokkan som lärare i Harstad.

## Melodi Grand Prix
1983 deltog han i Norsk Melodi Grand Prix med bidraget Samme charmeur och kom på andraplats efter Jan Teigen. 
1986 vann han den norska uttagningen till Eurovision Song Contest som hölls på hemmaplan i Bergen efter Bobbysocks vinst med La det swinge året innan. Hans bidrag, Romeo, hade han skrivit själv och slutade där på tolfte plats.
1990 vann han återigen den norska uttagningen och representerade sitt land vid Eurovision Song Contest i Zagreb. Bidraget Brandenburger Tor kom på delad sistaplats tillsammans med Finland.

## Diskografi

### Zoo
- 1978: Captured in Zoo
- 1978: Guilty
- 1979: Noregs heitaste
- 1980: Z på maken
- 1981: Gaya
- 1982: Shagalai
- 1994: Zoobra
- 2000: Evig ung

### Soloskivor
- 1983: Samme charmeur (singel)
- 1984: Gentlemen's agreement
- 1985: Ekte mannfolk
- 1986: Romeo
- 1988: Øyan dine (singel)
- 1989: Back to My Roots (singel)
- 1990: Brandenburger Tor (singel)
- 1991: Beina på jorda (singel)
- 1994: To the bone
- 1996: All that blues from Norway (diverse artister)
- 1998: Æ e' Nordlending (diverse artister)
- 2001: Evig Ung - Gamlegutta i ZOO aktive igjen med samle-CD